# Les Suppliantes (Eschyle)
Pour les articles homonymes, voir Les Suppliantes.

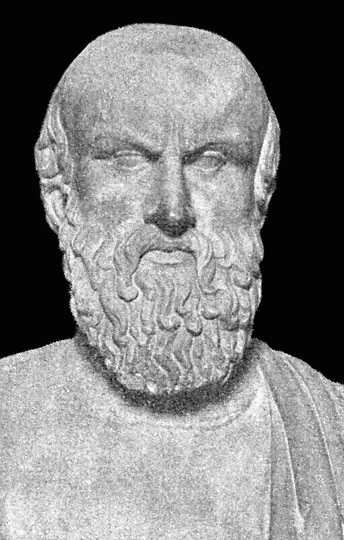
Buste d'Eschyle, musées du Capitole

Les Suppliantes est une tragédie grecque antique du poète Eschyle, probablement écrite dans les années 466 à 463 av. J.-C.

## Genèse et histoire

### Genèse
À la suite de la publication, en 1952, d'un papyrus d'Oxyrhynque, la création des Suppliantes est désormais située entre 466 et 456 av. J.-C., bien que certaines sources mentionnent une date plus ancienne telle que 490 av. J-C.
Les Suppliantes est la première pièce d'une tétralogie comprenant les Égyptiens, les Danaïdes et le drame satyrique Amymoné. Il n'est pas exclu qu'il s'agisse de la reprise d'une pièce plus ancienne.

Manuscrit M :
- Laurentianus 32 9 (Mediceus)

Copies du manuscrit M :
- Bononiensis 2271
- Guelferbytanus Gudianus gr. 4o 88
- Laurentianus San Marco 222
- Parisinus gr. 2886
- Scurialensis T.1.15

Le texte des Suppliantes ne nous a été transmis que par un unique manuscrit daté du Xe siècle et aujourd'hui conservé à la bibliothèque Laurentienne : le Laurentianus 32, 9, dit le Mediceus et noté M. Cinq autres manuscrits contiennent les Suppliantes : datés du XIVe au XVIe siècle, ils semblent n'être que des copies — directes ou indirectes — du manuscrit M dont ils permettent de corriger certaines erreurs.

### Controverses autour de la pièce auXXIesiècle
Cette pièce devait être représentée dans l'amphithéâtre Richelieu, à la Sorbonne, le lundi 25 mars 2019, dans une mise en scène de Philippe Brunet, professeur de grec ancien à l'université de Rouen et directeur de la compagnie de théâtre Démodocos. Sa représentation a été empêchée par des associations étudiantes,. L’accès des spectateurs à la salle a été bloqué. Le motif en était que les acteurs avaient été vus grimés en noir dans une précédente représentation, faisant ainsi valoir une accusation de blackface de la part d'associations, parmi lesquelles la Ligue de défense noire africaine (LDNA), la Brigade anti-négrophobie, et le Conseil représentatif des associations noires (CRAN).
La présidence de l'université a dénoncé cette censure, déclarant : « Empêcher, par la force et l'injure, la représentation d'une pièce de théâtre est une atteinte très grave et totalement injustifiée, à la liberté de création... Les accusations de racisme ou de racialisme sont révélatrices d'une incompréhension totale ». Par ailleurs Philippe Brunet s'est expliqué sur sa page Facebook : « Désolé d'avoir heurté ou blessé quelqu'un si je l'ai fait. (…) En mettant en scène la pièce des Suppliantes d'Eschyle, avec son texte, et rien que son texte, je dois mettre en place une opposition entre des Grecs d'Argos, supposés plus ou moins blancs, et les Danaïdes, venues d'Égypte, à la peau noire et au costume bariolé. ». Cette censure a suscité un vif émoi dans la presse.
La pièce s'est jouée deux mois plus tard avec des masques symbolisant les personnages, conformément à la grande tradition du théâtre antique. Ici des masques argentés pour signifier les Argiens (des Grecs) et des masques dorés pour signifier les filles de Danaos (les Danaïdes de la légende, venues d'Égypte).

## Structure

### Personnages
Le chœur représente les cinquante Danaïdes,.
Les trois personnages sont Danaos, Pélasgos et un héraut. Deux acteurs suffisent pour interpréter ces trois rôles.
Le roi d'Argos se présente d'abord comme le fils de Palaichtôn (Παλαίχθων),. Lui-même se nomme ensuite Pélasgos (Πελασγός) avant de préciser qu'il est l'éponyme des Pélasges. Il se donne le titre d'archégète (ἀρχηγέτης).

### Plan
La pièce ne comporte pas de prologue. Elle débute par la parodos, compte quatre épisodes — entre lesquels s'intercalent trois stasima — et s'achève par l'exodos.
- Prologue-parodos
- Premier épisode : Danaos, le chœur ; le Roi
- Intermède choral
- Deuxième épisode, intermède choral et troisième épisode enchaînés : Danaos, le chœur
- Intermède choral
- Exodos : scène avec le héraut ; le roi, le héraut ; Danaos ; chœur final (dédoublé).

## Analyse
L'ouverture de la tragédie par la parodos chorale au lieu d'un prologue dialogué n'est plus une trace d'archaïsme ; elle correspond à une intention dramatique délibérée. Dans Les Perses, l'introduction chorale crée l'atmosphère. Dans Les Suppliantes le chœur est le personnage principal : il est formé des Danaïdes, héroïnes légendaires dont l'image s'est modifiée au cours des siècles et des œuvres, et recouvre sans doute des symboles fort divers : nymphes hydrophores ou guerrières intrépides ; bienfaisantes, puis épouses criminelles. Ce caractère composite se trahit peut-être dans la tragédie où elles font tantôt figure d'Amazones farouches, tantôt de « colombes timides poursuivies par un épervier cruel ».
La légende telle que l'a mise en scène Eschyle se rattache à celle d'Io, reprise dans le Prométhée du même auteur : Danaos est le descendant à la troisième génération d'Épaphos, fils d'Io, né en Égypte après que sa mère a repris forme humaine. Danaos, selon la tradition, régnait en Libye, son frère Égyptos sur l'Égypte. Égyptos avait cinquante fils qui devaient épouser les filles de Danaos mais celles-ci, redoutant ce mariage, s'enfuirent avec leur père. Au moment où s'ouvre la tragédie des Suppliantes, elles abordent au pays d'Argos, berceau de leur race, et demandent l'hospitalité et la protection du roi du pays, qu'Eschyle nomme Pélasge, contre les Égyptiades qui les poursuivent. Le roi, après avoir consulté son peuple, y consent et repousse la demande d'extradition brutalement présentée par un héraut égyptien. La tragédie s'achève sur l'hymne de reconnaissance des Danaïdes, malgré la menace de guerre qui plane sur le pays.
L'histoire se poursuit dans Les Égyptiens, Les Danaïdes puis le drame satyrique d'Amymone.

## Adaptations et mises en scène notables
- En 2019 en France, la troupe de Théâtre Le Tiroir de Laval (Mayenne), dirigée par Jean-Luc Bansard met en scène la pièce avec des acteurs professionnels et des migrants bénévoles[22].
- En 2023, mise en scene d'Olivier Py, au Théâtre 14 à Paris, avec Philippe Girard, Mireille Herbstmeyer et Frédéric Giroutru.